# Куллэ, Виктор Альфредович
Ви́ктор Альфре́дович Куллэ́ (род. 30 апреля 1962, Кирово-Чепецк, Кировская область) — российский поэт, переводчик, литературовед, редактор, сценарист. Главный редактор журнала «Литературное обозрение» (1997—2000). Доцент кафедры литературного мастерства, руководитель семинара поэзии в Литературном институте имени А. М. Горького (с 2018). Член Российского ПЕН-клуба, секретарь Союза писателей Москвы.

## Биография
В 1979—1983 годах Виктор Куллэ учился на инженерно-физическом факультете Ленинградского института точной механики и оптики, не окончил. Был призван в армию, после работал слесарем, редактором многотиражной газеты. В 1986 году поступил и в 1991 году окончил Литературный институт имени Горького и в 1995 году аспирантуру там же. Кандидат филологических наук (1996), защитил первую в России диссертацию, посвящённую творчеству Иосифа Бродского: «Поэтическая эволюция Иосифа Бродского в России (1957—1972)» (научный руководитель В. Е. Ковский).
В 1990 году вместе с Альбертом Егазаровым и Виктором Пелевиным основал издательство «День» (позже переименованное в «Миф»). Редактор-составитель альманаха «Латинский квартал».
С 1997 года был последним главным редактором журнала «Литературное обозрение» (перед его закрытием), затем выпустил несколько номеров журнала «Старое литературное обозрение». В 2003—2007 годах — главный редактор издательства «Летний сад». Составил сборник выпускников и студентов Литературного института «Латинский квартал» (1991) и антологию «Филологическая школа» (2006), включавшую произведения неподцензурных поэтов, дебютировавших в Ленинграде на рубеже 1950-х — 60-х годов, — Льва Лосева, Владимира Уфлянда, Михаила Ерёмина и других. Выступил редактором-составителем сборника Иосифа Бродского «Бог сохраняет всё» (1992), комментатором «Сочинений Иосифа Бродского» в восьми томах (1996—2002).
Автор книг стихов «Палимпсест» (2001), «Всё всерьёз» (2011), «Стойкость и Свет. Избранные стихотворения и переводы 1977—2017)» (2017). Постоянный автор журналов «Новый мир», «Звезда» и др.
Перевёл на русский язык стихотворения Микеланджело, сонеты и поэмы Шекспира, полный корпус стихов Иосифа Бродского, в оригинале написанных по-английски. Публиковал переводы Томаса Венцловы (книга избранных стихов «Негатив белизны» (2008), Шеймаса Хини, Чеслава Милоша, Янки Купалы, Бойко Ламбовского и других. Перевёл (с подстрочников) произведения многих национальных поэтов для «Антологии поэзии народов РФ» (2017) и «Антологии детской литературы народов РФ» (2018).
Создатель программ и сценариев для телеканалов «Культура» и «Первый канал». Автор сценариев к документальным фильмам о Ломоносове, Грибоедове, Цветаевой, Владимире Варшавском, Гайто Газданове, сериала о женщинах на Великой Отечественной войне «Прекрасный полК». Участник и организатор международных научных конференций и поэтических фестивалей.
С 2018 года Виктор Альфредович — доцент кафедры литературного мастерства и руководитель семинара поэзии в Литинституте.
Живёт и работает в Москве.

## Премии и награды
- Премия журнала «Новый мир» (2006)
- Премия им. А. М. Зверева журнала «Иностранная литература» (2013)
- Итальянская премия Lerici Pea Mosca (2009)[1]
- Новая Пушкинская премия (2016)
- Премия журнала «Дети Ра» (2016)
- Премия «Венец» (2017).

### Поэтические книги
- Виктор Куллэ Палимпсест: Поэтический сборник. М.: Изд. Багаряцкий, 2001. — 224 с. (ОАО Астра семь)
- Виктор Куллэ Все всерьёз: стихотворения 2001—2008. Владивосток: Рубеж, 2011. — 110 с. ISBN 978-5-85538-061-3
- Виктор Куллэ Стойкость и Свет: Избранные стихотворения 1977—2017. — М.: Б. С.Г.-Пресс, 2017. — 512 с. ISBN 978-5-93381-360-6

### Литературоведение
- Виктор Куллэ Поэтическая эволюция Иосифа Бродского в России, 1957—1972: диссертация кандидата филологических наук. — М., 1996. — 246 с.
- Виктор Куллэ Иван Жданов. Приглашение к пониманию // Prosōdia 2017, 7

## Конфликт с Иваном Ждановым
- 14 ноября 2018 года в квартире Виктора Альфредовича Куллэ произошёл конфликт хозяина квартиры с гостем, поэтом Иваном Фёдоровичем Ждановым, после чего 70-летний Жданов был госпитализирован с ножевым ранением в одну из больниц Москвы. Прибывший в квартиру полицейский наряд надел наручники на Виктора Альфредовича и доставил в отделение полиции, где литератор дал показания, что непричастен к ранению поэта Жданова и удар ножом не наносил. По его версии, потерпевший поранил себя сам[3][4]. Родные и близкие Жданова опровергли версию Куллэ[5].